# Алекперов, Бабек Мурсал оглы
Бабек Мурсал оглы Алекперов (азерб. Babək Mürsəl oğlu Ələkbərov; род. 24 декабря 1987, Джейранбатан) — азербайджанский военный деятель, генерал-майор Сил быстрого реагирования Государственной пограничной службы Азербайджанской Республики, командующий подразделением Сил быстрого реагирования ГПС во время Второй карабахской войны, первым водрузивший флаг Азербайджана над Худаферинским мостом и городом Зангилан, Герой Отечественной войны (2020).

## Биография

### Ранние годы
Бабек Мурсал оглы Алекперов родился 24 декабря 1987 года в посёлке Джейранбатан Апшеронского района Азербайджанской ССР. Отец Бабека был уроженцем села Сарал Спитакского района Армянской ССР, мать же родилась в селе Молла Эййюблу Калининского района Армянской ССР.

### Военная служба
Служит Бабек Алекперов в Силах быстрого реагирования Государственной пограничной службы Азербайджанской Республики.
28 августа 2013 года за высокие достижения при исполнении служебных обязанностей и по случаю профессионального праздника сотрудников Государственной пограничной службы распоряжением президента Азербайджанской Республики Ильхама Алиева старший лейтенант Бабек Алекперов был награждён медалью «За военные заслуги».

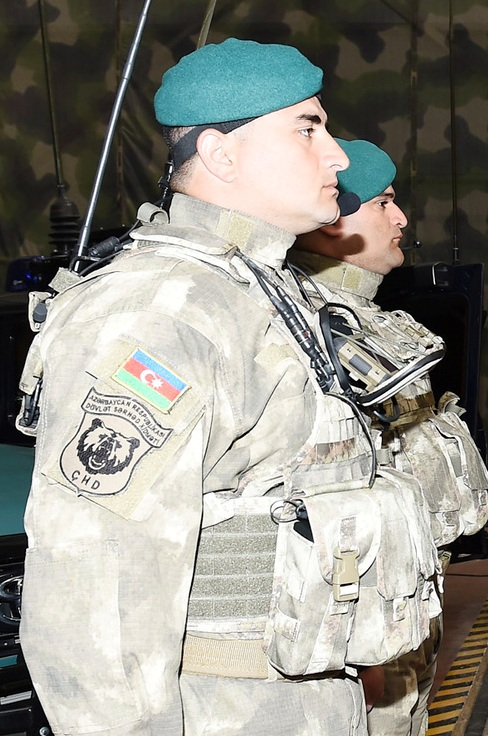
Капитан Сил быстрого реагирования ГПС Бабек Алекперов в апреле 2018 года

16 августа 2016 года за высокие достижения при исполнении служебных обязанностей и по случаю профессионального праздника сотрудников Государственной пограничной службы распоряжением президента Азербайджанской Республики Ильхама Алиева капитан Бабек Алекперов был награждён медалью «За отвагу».
30 апреля 2018 года капитан Бабек Алекперов присутствовал во время осмотра президентом Азербайджана Ильхамом Алиевым в Центре строительства и ремонта судов Береговой охраны Государственной пограничной службы Азербайджана новой боевой техники специального назначения, ракетных комплексов, ударных беспилотных летательных аппаратов, оружия, технико-контрольных станций на транспортных средствах, оборудования управления и другого назначения Государственной пограничной службы.
16 августа 2019 года по случаю 100-летия создания органов пограничной охраны Азербайджанской Республики и за отличие в обеспечении охраны государственной границы, сохранении территориальной целостности и выполнении задач, поставленных перед органами пограничной охраны распоряжением президента Азербайджанской Республики Ильхама Алиева капитан Бабек Алекперов был награждён медалью «За Родину».
За годы военной службы Бабек Алекперов был награждён также медалью «За безупречную службу» 3-й степени, медалями «За отличие в военной службе» 3-й степени, юбилейными медалями по случаю 90-летия и 95-летия Вооружённых сил Азербайджанской Республики и 95-летия Пограничной охраны Азербайджана.

### Война 2020 года
В конце сентября 2020 года в Нагорном Карабахе возобновились боевые действия с применением танков, авиации, летательных аппаратов и артиллерии. Подразделение Сил быстрого реагирования Государственной пограничной службы Азербайджанской Республики, которым командовал Бабек Алекперов, принимало активное участие в боевых операциях на южном участве фронта.
Первые боевые операции подразделение майора Алекперова начало выполнять на Джебраильском направлении фронта. Затем, согласно приказу, полученному из Джебраила, подразделение Алекперова начало операцию по зачистке территорий в направлении Худаферинского моста и прилегающих районов от сил противника. По словам Бабека Алекперова, был совершён марш-бросок на 11,5 км вглубь территории, занятой противником, и в результате тяжёлых боёв данный участок был взят под контроль азербайджанских войск. Рапортовал Верховному главнокомандующему о взятии под контроль Худаферинского моста и близлежащих территорий сам Бабек Алекперов. Он же первым водрузил флаг Азербайджана над Худаферинским мостом. 18 октября президент Азербайджана объявил о поднятии флага Азербайджана над Худаферинским мостом.

Майор Бабек Алекперов докладывает Верховному главнокомандующему об освобождении Зангилана. Октябрь 2020 года

Через несколько дней Бабеку Алекперову был дан приказ об освобождении города Зангилан. По словам Бабека Алекперова, продвижение на 25 км в сторону Зангилана, окружение города и операция по установлению контроля над Зангиланом заняли около 24 часов, что сделало операцию по освобождению Зангилана, согласно Алекперову, одной из самых быстрых операцией за всё время 44-дневной войны. Бабек Алекперов был ранен в обе руки и в подбородок во время боёв в Зангилане, но несмотря на это, продолжал сражаться. После взятия Зангилана сразу же был подготовлен план обороны города и отражения контрнаступления противника. Бабек Алекперов стал первым, кто водрузил флаг Азербайджана над городом и доложил об освобождении Зангилана Верховному главнокомандующему. 20 октября президент непризнанной НКР Араик Арутюнян признал, что на южном участке фронта азербайджанская армия вышла к Зангиланскому району и оказалась в считанных километрах от границы Армении. Наиболее тяжёлые бои, по его словам, проходили в районе сёл Ханлык, Минджеван и города Зангилан. Вечером того же дня президент Азербайджана Ильхам Алиев объявил об освобождении Зангилана и 6 сёл Зангиланского района. Уже на следующее утро подразделение Алекперова принимало участие в отражение атаки противника на Зангилан и близлежащие высоты.
За отвагу, проявленную в боях, майору Бабеку Алекперову было присвоено внеочередное воинское звание полковника.
В целом, подразделение, которым командовал полковник Бабек Алекперов, приняло участие во взятии под контроль приаракского участка азербайджано-иранской границы протяжённостью в 132 км. 
9 декабря 2020 года распоряжением президента Азербайджанской Республики Ильхама Алиева полковнику Бабеку Мурсал оглы Алекперову «за особые заслуги в восстановлении территориальной целостности Азербайджанской Республики и за героизм при выполнении боевой задачи по уничтожению врага во время освобождения оккупированных территорий, а также за мужество и отвагу, проявленные во время военной службы» было присвоено звание Героя Отечественной войны.
24 декабря 2020 года распоряжением президента Азербайджанской Республики Ильхама Алиева полковник Бабек Мурсал оглы Алекперов «за личную доблесть и отвагу, продемонстрированную при участии в боевых операциях за освобождение от оккупации Джебраильского района Азербайджанской Республики» был награждён медалью «За освобождение Джебраила».
25 декабря 2020 года распоряжением президента Азербайджанской Республики Ильхама Алиева полковник Бабек Мурсал оглы Алекперов «за личную доблесть и отвагу, продемонстрированную при участии в боевых операциях за освобождение от оккупации Зангиланского района Азербайджанской Республики» был награждён медалью «За освобождение Зангилана»

### Дальнейшая служба

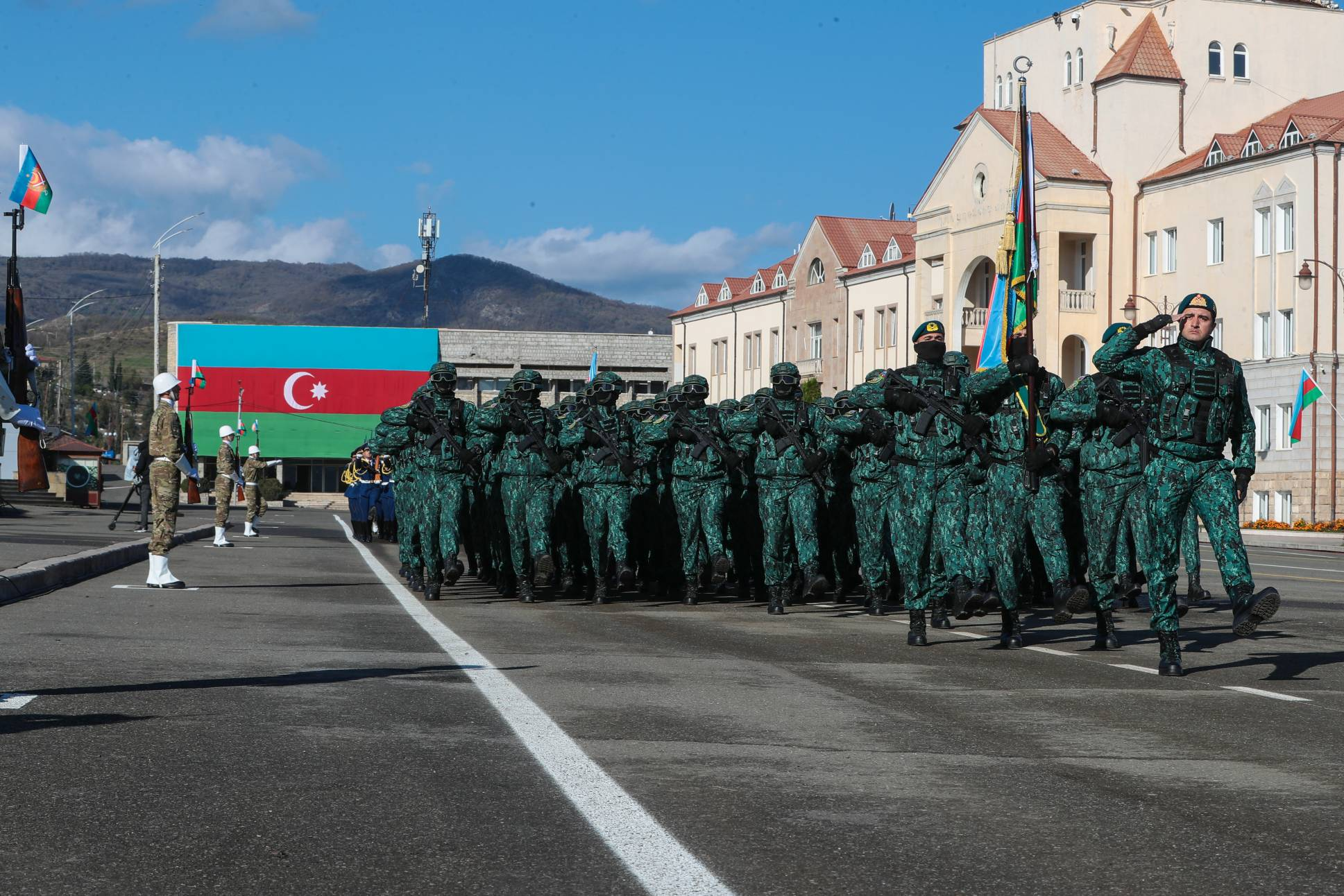
Генерал-майор Бабек Алекперов во главе парадного расчёта Государственной пограничной службы во время военного парада в Ханкенди. 8 ноября 2023 года

К январю 2021 года полковник Бабек Алекперов служил на пограничной заставе села Агкенд, один из боевых постов которой расположен на высоте, откуда просматривается Капанский аэропорт на территории Армении.
17 августа 2023 года распоряжением президента Азербайджанской Республики Ильхама Алиева Бабеку Мурсал оглы Алекперову было присвоено звание генерал-майора.
7 ноября 2023 года распоряжением президента Азербайджанской Республики Ильхама Алиева генерал-майор Бабек Мурсал оглы Алекперов «за проявленные высокий профессионализм, храбрость и мужество в обеспечении территориальной целостности Азербайджанской Республики, а также за отличие при выполнении своих служебных обязанностей и задач, возложенных на воинскую часть» был награждён орденом «За службу Отечеству» III степени.
8 ноября 2023 года возглавлял парадный расчёт Государственной пограничной службы во время военного парада в Ханкенди, приуроченного к третьей годовщине победы Азербайджана во Второй карабахской войне.

## Семья
Женат, воспитывает троих детей.